# Gemeentelijke herindelingsverkiezingen in Nederland 2017
De gemeentelijke herindelingsverkiezingen in Nederland van 2017 waren tussentijdse verkiezingen voor een Nederlandse gemeenteraad die gehouden werden op 22 november 2017.
De verkiezingen werden gehouden in veertien gemeenten die betrokken zijn bij een herindelingsoperatie die op 1 januari 2018 werd doorgevoerd.
De volgende gemeenten waren bij deze verkiezingen betrokken:
- de gemeenten Leeuwarden en Leeuwarderadeel, alsmede de dorpen Baard, Beers, Oosterlittens, Hijlaard, Huins, Jellum, Jorwerd, Lions, Mantgum en Weidum van de gemeente Littenseradeel: samenvoeging in de bestaande gemeente Leeuwarden.[1]
- de gemeenten Hoogezand-Sappemeer, Menterwolde en Slochteren: samenvoeging tot een nieuwe gemeente Midden-Groningen.[2]
- de gemeente Súdwest-Fryslân, alsmede de dorpen Bozum, Britswerd, Oosterend, Oosterwierum, Hidaard, Hennaard, Edens, Itens, Kubaard, Lutkewierum, Roodhuis, Rien, Waaxens, Wieuwerd en Wommels van de gemeente Littenseradeel: samenvoeging in de bestaande gemeente Súdwest-Fryslân.[1]
- de gemeenten Franekeradeel, het Bildt en Menaldumadeel, alsmede de dorpen Baijum, Spannum, Winsum en Welsrijp van de gemeente Littenseradeel: samenvoeging tot een nieuwe gemeente Waadhoeke.[1]
- de gemeenten Bellingwedde en Vlagtwedde: samenvoeging tot een nieuwe gemeente Westerwolde.[3]
- de gemeenten Rijnwaarden en Zevenaar: samenvoeging tot een nieuwe gemeente Zevenaar.[4]

In de gemeenten Leeuwarden, Midden-Groningen, Súdwest-Fryslân, Waadhoeke, Westerwolde en Zevenaar zijn de reguliere gemeenteraadsverkiezingen van 21 maart 2018 niet gehouden.
Door deze herindelingen daalde het aantal gemeenten in Nederland van 388 naar 380.